# Stéphane Rosenblatt
Pour les articles homonymes, voir Rosenblatt.
Stéphane Rosenblatt, né à Bruxelles en 1959, a été journaliste à la chaine de télévision belge RTL-TVI, directeur de rédaction et directeur des programmes et de l'information jusqu'en 2017.

## Biographie

### Jeunesse
Stéphane Rosenblatt est né à Bruxelles en 1959. Il est le fils d'Henri Roanne, journaliste à la RTB puis la RTBF, animateur radio en matinée et auteur de documentaires.

### 1985-2018: les années RTL
En 1985, Stéphane Rosenblatt débute à RTL-TVI comme reporter.
Durant les années 90, il devient rédacteur en chef de la radio Bel RTL en 1991, puis de RTL-TVI en 1993[réf. souhaitée].
Il accède en 2002 à la direction de la Télévision en tant que directeur général et est chargé des contenus transversaux[réf. à confirmer].
Il rejoint en qualité de représentant des éditeurs le Conseil de déontologie journalistique lors de son instauration en 2009, une instance d'autorégulation de la presse francophone belge.
En 2017, il assume également la responsabilité des contenus de la radio Bel RTL.

### Départ de RTL
Le groupe RTL met en place en 2017 un plan de restructuration, Evolve. Dans le cadre de ce plan, Stéphane Rosenblatt se voit retirer certaines attributions et proposer la gestion du contenu de la radio Bel RTL en tant chief content manager, ce qu'il refuse.
Stéphane Rosenblatt tente de conserver intégralement sa fonction en intentant une action en justice contre son employeur, invoquant « l'immutabilité du contrat de travail ». Le tribunal rejette le référé par défaut de démonstration d'un préjudice grave.
Stéphane Rosenblatt est alors licencié, le groupe considérant que les « conditions de confiance et de loyauté » ne sont plus rencontrées. La chambre des référés rejette les demandes en urgence, un préjudice grave n'ayant pas été démontré.

### 2018-2021: l'après RTL
Lorsque la chaîne belge d'information en continu LN24 est lancée, Stéphane Rosenblatt accompagne le projet en tant que consultant indépendant à partir de l'été 2019 ; il est aussi proposé comme futur animateur d'une émission hebdomadaire sur l'actualité internationale,.